# П'єтра-Лігуре
П'єтра-Лігуре, П'єтра-Ліґуре (італ. Pietra Ligure, ліг. A Prïa) — муніципалітет в Італії, у регіоні Лігурія, провінція Савона.
П'єтра-Лігуре розташовані на відстані близько 430 км на північний захід від Рима, 60 км на південний захід від Генуї, 23 км на південний захід від Савони.
Населення — 9054 особи (2014).

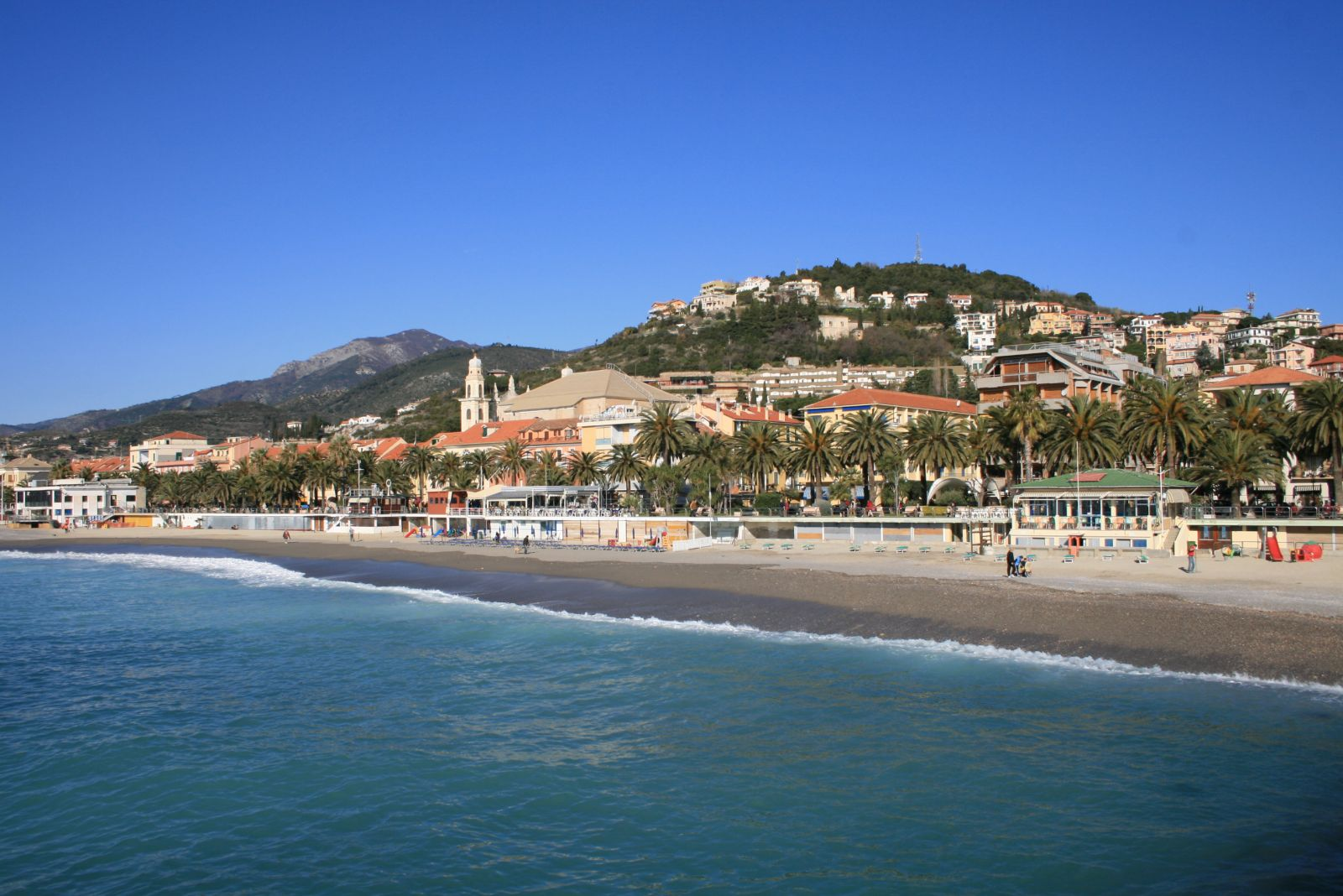

Щорічний фестиваль відбувається 8 липня. Покровитель — святий Миколай.

## Демографія
Населення за роками:

Станом на 1 січня 2023 року в муніципалітеті офіційно проживало 736 іноземців з 47 країн, серед них 146 громадян країн Євросоюзу та 20 громадян України.

## Сусідні муніципалітети
- Бардінето
- Боїссано
- Борджо-Верецці
- Джустеніче
- Лоано
- Тово-Сан-Джакомо